# P.S. (1979)
P.S. ist ein deutscher Spielfilm der DEFA von Roland Gräf aus dem Jahr 1979.

## Handlung
Peter Seidel ist elternlos und wächst in einem Heim auf. Mit dem Erreichen des 18. Geburtstages verlässt er das Waisenhaus und zieht nach Berlin. Hier bekommt er eine Wohnung und eine Betreuerin vom Jugendamt zugewiesen. Er hat Arbeit in einer Baubrigade und möchte mit Marlies, die ebenfalls aus dem Heim kommt, zusammenkommen. Bei ihr lernt er Sabine kennen, die sich in ihn verliebt und mit der er eine Affäre beginnt. Sabine wird aber wiederum von Christoph, einem Studenten aus Jena, geliebt. Diesem sind ihre Eltern, ein Lehrerehepaar, natürlich eher zugetan als Peter. Die Arbeit beim Bau gefällt ihm nicht, und er geht als Kraftfahrer zum Volkseigenen Betrieb Minol. Bei einem Ausflug ins Grüne mit den Freunden wird das Auto seines Betriebes, welches er unberechtigt fuhr, von Rowdys demoliert. Peter wird deshalb festgenommen und zu einer Gefängnisstrafe verurteilt.
Nach seiner Entlassung bekommt er wieder Arbeit in seinem ehemaligen Baubetrieb. Nun sucht er den Kontakt zu seiner Betreuerin vom Jugendamt, der Mittdreißigerin Margot, eine Opernsängerin, geschieden mit Kind. Sie verlieben sich und beide sind eine geraume Zeit glücklich miteinander. Sabine, die von Peter schwanger ist, zieht sich ohne etwas zu sagen zurück, als sie dieses bemerkt, und heiratet Christoph. Auch Marlies ist inzwischen verheiratet, hatte sie doch noch nie für Peter stärkere Gefühle gehegt. Als Margot von Peters Kind und Sabines Liebe zu Peter erfährt, trennt sie sich von ihm. Während Peter mit Freunden eine Motorradtour an die Ostsee macht, zieht sie wieder nach Dresden. Bei seiner Rückkehr nach Berlin ist ihre Wohnung schon wieder durch neue Mieter belegt. Sabine wird mit ihrem Mann nicht glücklich und unternimmt einen Selbstmordversuch – nicht den ersten. Obwohl dieser nicht ohne Folgen verläuft, versichert Christoph, sie weiterhin zu lieben.
Peter ist tief getroffen, aber er kümmert sich um sein Kind.

## Produktion
P.S. wurde von der Künstlerischen Arbeitsgruppe „Roter Kreis“ auf ORWO-Color gedreht und hatte am 29. März 1979 im Berliner Kino Kosmos Premiere. Die Erstausstrahlung im 1. Programm des Fernsehen der DDR erfolgte am 11. November 1980. Im Westdeutschen Fernsehen (WDR) wurde der Film am 11. November 1982 gesendet.
Für das Szenarium war Helga Schütz verantwortlich und die Dramaturgie lag in den Händen von Christel Gräf.
Die von Andrzej Pieczyński gespielte Rolle des Peter Seidel wurde von Henry Hübchen synchronisiert.

## Kritik
Für Günter Sobe von der Berliner Zeitung ist P.S. einer der bedeutendsten DEFA-Filme der letzten Jahre und „Roland Gräfs reifster Film, ein Film auch, der hoffen lässt, dass sich Künftiges von ihm in einer künstlerischen Geschlossenheit und Verdichtung darbietet, der man sich von ihrer den ganzen Menschen ergreifenden Wirkung her vom ersten bis zum letzten Filmmeter voll aufschließen muss.“
Das Lexikon des internationalen Films schrieb, dass der gut gespielte und realistisch gestaltete, in der Dramaturgie allerdings etwas kompliziert angelegte Film ein kritisches Gegenbild zum Helden des Arbeiter- und Bauernstaates zeichnet, was ihm seitens einiger Kulturfunktionäre massive Kritik einbrachte.

## Auszeichnungen
- 1980: Erster Preis des III. Festival in Quito: Spezialpreis der Jury an Regisseur (Roland Gräf)
- 1980: XXIII. Internationales Filmfestival Sanremo (1980)
- 1980: I. Nationales Spielfilmfestival der DDR Karl-Marx-Stadt: Schauspielerpreis für Nebenrolle (Barbara Dittus)
- 1980: I. Nationales Spielfilmfestival der DDR Karl-Marx-Stadt (1980): Preis für Regie (Roland Gräf)
- 1980: Filmfestival der Autoren in Bergamo: Spezialpreis der Jury (Roland Gräf)
- 1980: Kritikerpreis der DDR: Bester DEFA-Film des Jahres